# Zagon (Rumunia)
Zagon  (węg. Zágon) – wieś w Rumunii, w okręgu Covasna, w gminie Zagon. W 2011 roku liczyła 4007 mieszkańców.